# Rangai Tri Tunggal
Rangai Tri Tunggal is een bestuurslaag in het regentschap Lampung Selatan van de provincie Lampung, Indonesië. Rangai Tri Tunggal telt 7931 inwoners (volkstelling 2010).